# Kiết sử
Trong Phật giáo, một kiết sử, hoặc một dây xích hoặc một liên kết (tiếng Phạn: saṃyojana, tiếng Pali: saṃyojana, saññojana, Hán tự: 結) là cái xiềng xích một loài hữu tình vào trong vòng luân hồi. Bằng việc cắt đứt tất cả kiết sử (xiềng xích), người đó sẽ đạt đến niết bàn.

## Sự kìm kẹp vào sự khổ
Xuyên suốt tạng kinh tiếng Pali, từ ngữ "kiết sử" được dùng để mô tả một hiện tượng trong tâm trí mà trói buộc một người vào sự khổ. Ví dụ như trong bài kinh "Phật thuyết như vậy (Itivuttaka)", Đức Phật nói rằng:
Này các Tỷ-kheo, Ta không thấy một kiết sử nào khác, do bị cột bởi kiết sử ấy, chúng sanh trong một thời gian dài, chạy dài, lưu chuyển, - tức là Ái kiết sử. Này các Tỷ-kheo, bị cột với ái kiết sử, chúng sanh trong một thời gian dài, chạy dài lưu chuyển.— Đức Phật, trong Khuddaka Nikaya, Itivuttaka 1.15

## Danh sách các kiết sử
1. Thân kiến (sakkàya-ditthi)[2]
2. Hoài nghi (vicikicchà)[3]
3. Giới cấm thủ (silabata-paràmàsa)[4]
4. Tham đắm vào cõi dục (kàma-ràga)[5]
5. Sân hận (vyàpàda)[6]
6. Tham đắm vào cõi sắc (rùpa-ràga)[7]
7. Tham đắm vào cõi vô sắc (arùpa-ràga)[8]
8. Mạn (màna)[9][10]
9. Trạo cử vi tế (uddhacca)[11]
10. Vô minh (avijjà)[12]